# Dorothy Seastrom
Dorothy Seastrom (16 maart 1903 - 31 januari 1930) was een Amerikaans actrice.

## Biografie
Seastroms carrière begon in 1923, toen ze te zien was in Victor Flemings The Call of the Canyon. Na in een aantal films gespeeld te hebben, tekende ze in september 1925 een contract bij First National Pictures. Hier werd ze de Candy Kid genoemd vanwege de kleur van haar haar. In het contract stond dat een actrice niet meer dan 140 pond (ongeveer 70 kilogram) mocht wegen. Seastrom woog niet meer dan 117 pond (ongeveer 58 kilogram).
Seastrom was in haar eerste film voor de studio te zien naast Colleen Moore in The Perfect Flapper. Tijdens het filmen van We Moderns wist ze net een gevaarlijk ongeluk te ontwijken, toen een groot aantal vonken van het licht op de actrice terechtkwamen. Assistent-regisseur James Dunne wist haar te redden door een tafelkleed over haar hoofd heen te gooien. De actrice genas van haar brandwonden en maakte de film af.
In het najaar van 1925 nam Seastrom een pauze en ging terug naar haar thuisplaats in Dallas, nadat ze ernstig ziek werd. Artsen gaven haar het advies veel te rusten. Als ze terug de filmstudio in zou gaan, werd er gevreesd dat Seastrom dit dan niet zou overleven. De studio kwam tot de conclusie de fanatieke actrice geen rollen meer te geven totdat ze volledig genezen was. Hierdoor verloor ze veel filmrollen, waaronder voor de film Irene. Door haar tengere kracht en harde werk werd er uiteindelijk geconstateerd dat Seastrom tuberculose had.
Seastroms man bracht haar naar een sanatorium. Barbara LaMarr was hier in die tijd ook patiënt. LaMarr werd alsmaar zwakker terwijl Seastrom gezonder werd. Seastrom ging in 1926 weer naar Hollywood om Delicatessan met Moore te maken.
Haar carrière duurde door haar ziekte echter niet lang, Seastrom stierf in 1930 aan tuberculose.